# Landen (Ohio)
Landen és una concentració de població designada pel cens del Comtat de Warren a Ohio als Estats Units d'Amèrica.

## Demografia
Segons el cens dels Estats Units del 2000 Landen tenia 12.766 habitants., 4.905 habitatges, i 3.448 famílies. La densitat de població era de 1.053,2 habitants per km².
Dels 4.905 habitatges en un 40,1% hi vivien nens de menys de 18 anys, en un 61,1% hi vivien parelles casades, en un 6,7% dones solteres, i en un 29,7% no eren unitats familiars. En el 23,5% dels habitatges hi vivien persones soles el 3,3% de les quals corresponia a persones de 65 anys o més que vivien soles. El nombre mitjà de persones vivint en cada habitatge era de 2,6 i el nombre mitjà de persones que vivien en cada família era de 3,14.
Per edats la població es repartia de la següent manera: un 29,3% tenia menys de 18 anys, un 6,5% entre 18 i 24, un 38,7% entre 25 i 44, un 20,4% de 45 a 60 i un 5,1% 65 anys o més.
L'edat mediana era de 34 anys. Per cada 100 dones de 18 o més anys hi havia 96,1 homes.
La renda mediana per habitatge era de 67.562 $ i la renda mediana per família de 78.236 $. Els homes tenien una renda mediana de 52.446 $ mentre que les dones 35.264 $. La renda per capita de la població era de 32.861 $. Aproximadament l'1,2% de les famílies i el 2,5% de la població estaven per davall del llindar de pobresa.

## Poblacions properes
El següent diagrama mostra les poblacions més properes.